# Échevis
Échevis is een gemeente in het Franse departement Drôme (regio Auvergne-Rhône-Alpes) en telt 54 inwoners (2009). De plaats maakt deel uit van het arrondissement Valence.

## Geografie
De oppervlakte van Échevis bedraagt 12,0 km², de bevolkingsdichtheid is dus 4,5 inwoners per km².

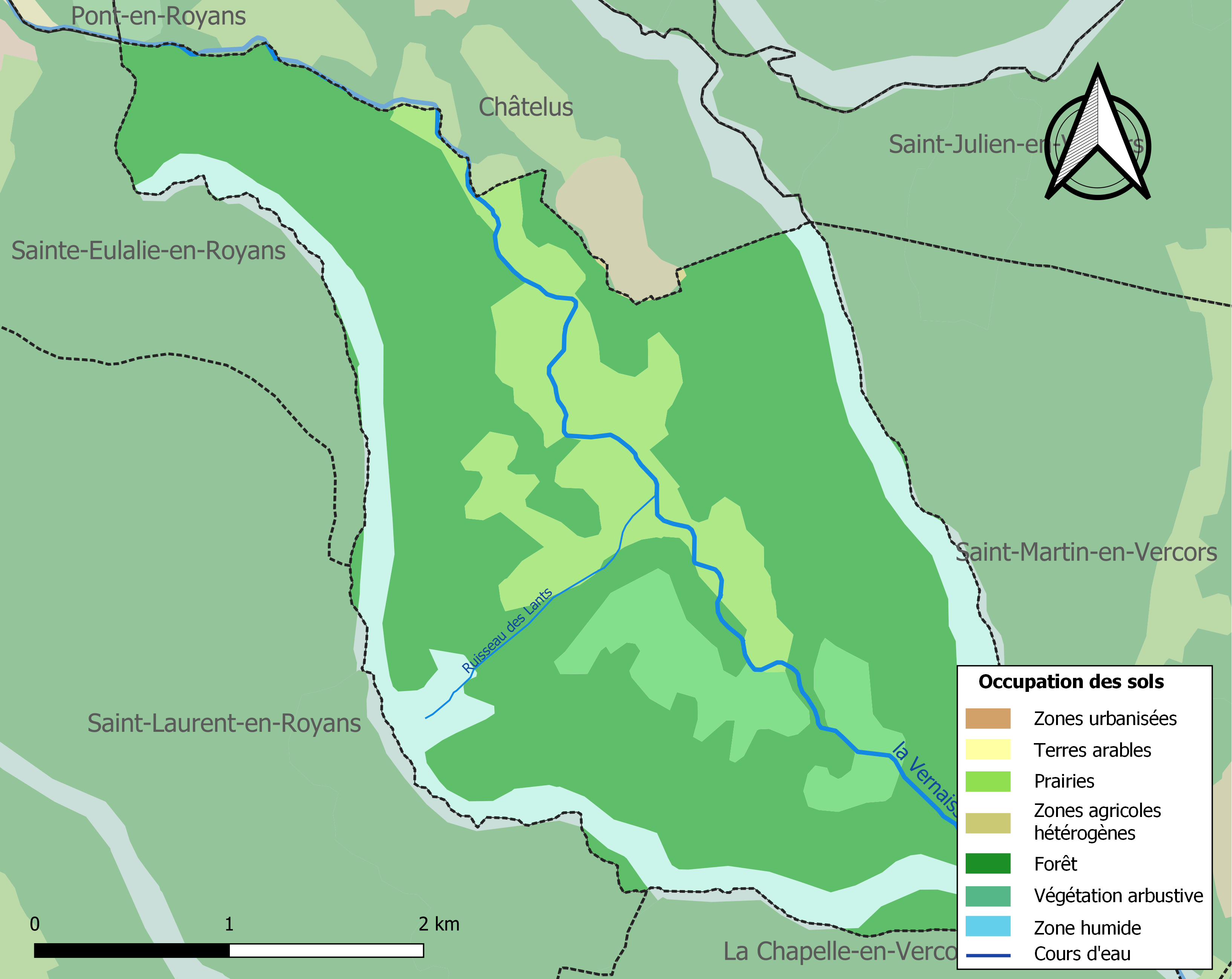
Kaart van de gemeente met belangrijkste infrastructuur, bodemgebruik en omliggende gemeenten

## Demografie
Onderstaande figuur toont het verloop van het inwonertal (bron: INSEE-tellingen).